# چارلی آلان

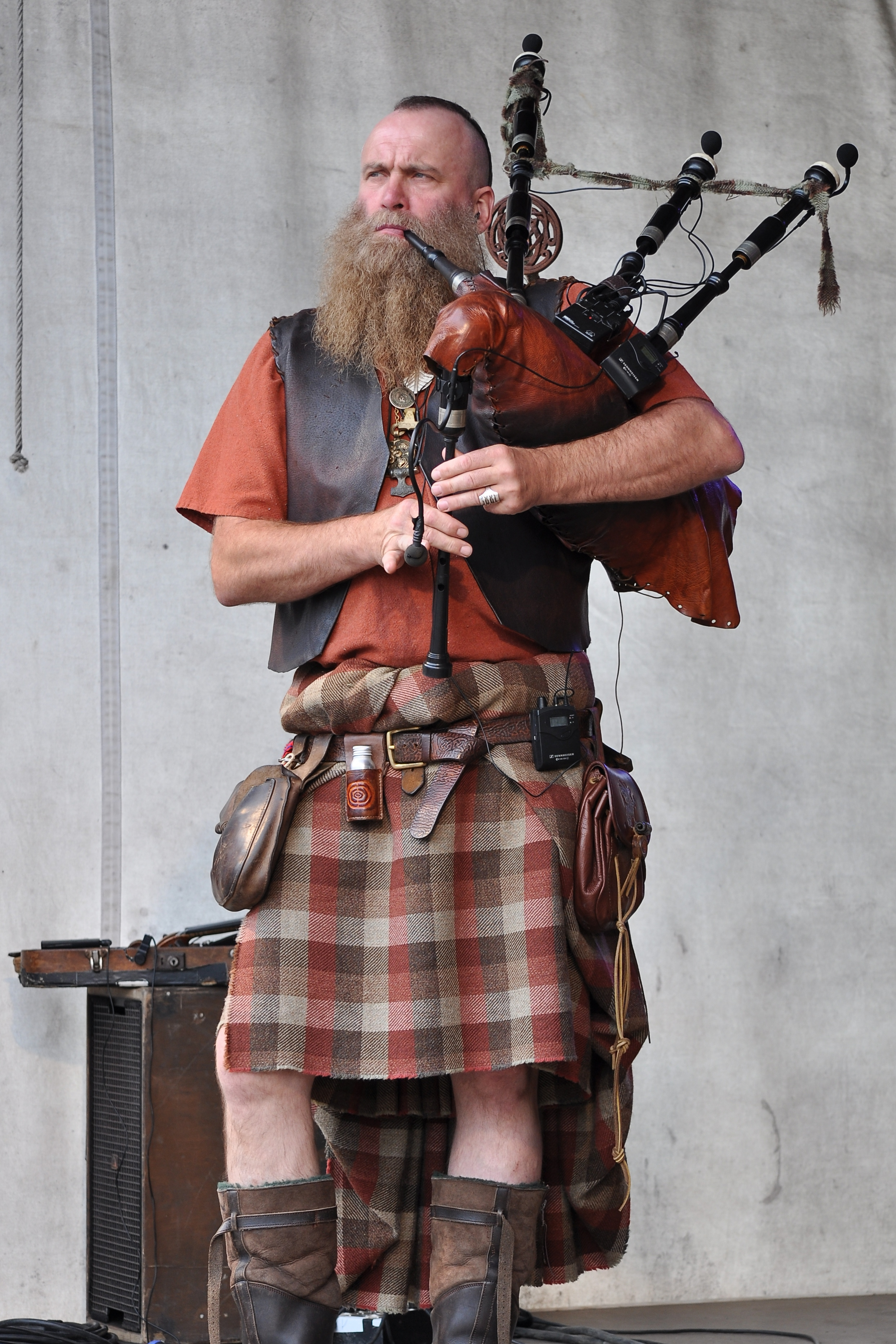

چارلی آلان (زاده ۲۷ فوریه ۱۹۶۳) بازیگر سینما و نوازنده اهل اسکاتلند است. او رهبر گروه موسیقی بومی شور پاترول می‌باشد. چارلی آلان صحنه‌هایی را در فیلم‌های گلادیاتور و رابین هود (۲۰۱۰) بازی کرده است. وی دوست راسل کرو نیز می‌باشد.